# Barkeria lindleyana
Barkeria lindleyana es una especie de orquídea epífita originaria de  Centroamérica.

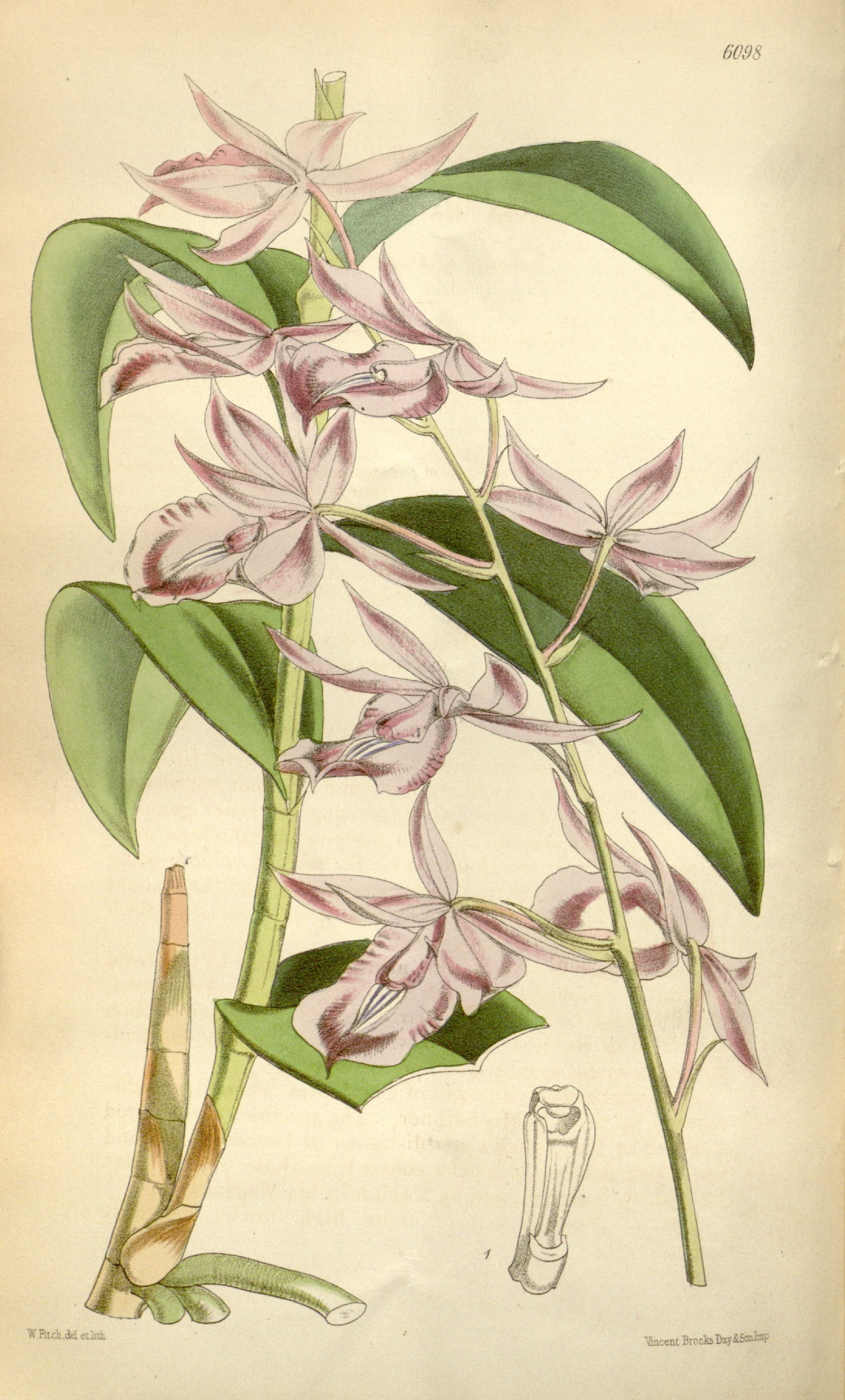
Ilustración

## Descripción
Es una pequeña orquídea  de tamaño mediano, con hojas como cañas que surgen envueltas con vainas basales y son oblanceoladas y agudas. Florece en una inflorescencia de 80 cm de largo, arqueada laxamente con 5-20 flores en racimo que surgen de un tallo maduro  en el otoño.

## Distribución y hábitat
Se encuentra en México, Guatemala, El Salvador, Honduras y Costa Rica en las elevaciones de 200 a 2500 metros de altura en los bosques semicaducos y caducos.

## Taxonomía
Barkeria lindleyana fue descrita por Bateman ex Lindl. y publicado en Edwards's Botanical Register 28: misc. 2–3. 1842.
Etimología
Ver: Barkeria
lindleyana: epíteto otorgado en honor del botánico inglés John Lindley.
Sinonimia
- Barkeria linleyana var centrae Rchb.f 1873;
- Barkeria linleyana ssp. lindleyana [Batem. ex Lindl. Thein 1970;
- Epidendrum lindleyanum (Bateman) Rchb. f. 1862;
- Epidendrum lindleyanum var centrae [Rchb.f] Veitch 1890[3][4]